# Рикки Сикс
Рикки Сикс (англ. Rikki Six) — американская порноактриса.

## Биография
До прихода в порноиндустрию Сикс планировала стать медсестрой по уходу за пожилыми людьми. Она посещала школу медсестёр и училась на помощницу дантиста, а также была чирлидершей и занималась гимнастикой.
В возрасте 18 лет через Facebook к ней обратился представитель агентства Motley Models Дейв Рок, чтобы узнать, не желает ли она работать в порноиндустрии. Первоначально она отказалась, однако когда через три года Motley Models вновь сделали ей предложение, Сикс согласилась. В мае 2012 года она начала сниматься в порносценах. Проработав в Motley Models две недели, она перешла в LA Direct Models.
В 2013 году она вместе с ещё несколькими порноактрисами (Лизой Энн, Терой Патрик, Джессой Роудс и Джейден Джеймс) снялась в клипе группы Hollywood Undead на песню «Dead Bite». В том же году она снялась в независимом фильме Blood of Redemption.
16 января 2013 года она вышла замуж за звезду FMX Деррика Макклинтока. Бракосочетание прошло в Little White Chapel в Лас-Вегасе.

## Награды и номинации
| Год  | Церемония        | Результат | Категория | Фильм                       |
| ---- | ---------------- | --------- | --- | --------------------------- |
| 2013 | NightMoves Award | Победа    | Лучшая новая старлетка (Выбор редакции) | н/д                         |
| 2013 | Sex Award        | Номинация | Самая горячая новая девушка (финалист) | н/д                         |
| 2014 | AVN Award        | Номинация | Лучшая групповая сцена лесбийского секса (с Ташей Рейн, Капри Андерсон и Хизер Вон) | Streaker Girls              |
| 2014 | AVN Award        | Номинация | Лучшая сцена группового секса (с Дженнифер Уайт, Алексис Монро, Джорданой Хит, Аврил Холл, Айден Эшли, Алией Лав, Айом Дизелем, Трэвисом Варьяком, Джеком Никсоном, Леми Метвлом и Порно Дэном) | Party With Rikki Six        |
| 2014 | AVN Award        | Номинация | Лучшая новая старлетка | н/д                         |
| 2014 | AVN Award        | Номинация | Лучшая сцена мастурбации | Slumber Party Cupcake Sluts |
| 2014 | XBIZ Award       | Номинация | Лучшая новая старлетка | н/д                         |
| 2015 | AVN Award        | Номинация | Лучшая сцена группового секса (с Кристи Мак, Рэйвен Бэй, Роми Рэин, Дэнни Ди и Кейраном Ли) | Baby Got Boobs 14           |